# Expédition Discovery
Vous lisez un « bon article » labellisé en 2009.  Il fait partie d'un « thème de qualité ».
Pour les articles homonymes, voir Discovery.
Ne doit pas être confondu avec Programme Discovery.

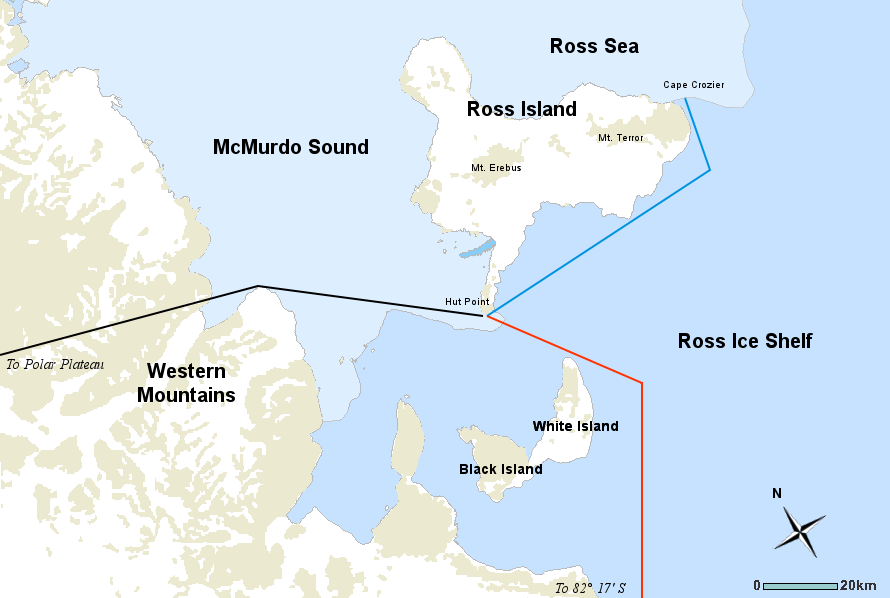
Carte des voyages entre 1902 et 1904 :
Vers le « Farthest South », de novembre 1902 à février 1903
Vers le plateau Antarctique via l'ouest de la Chaîne Transantarctique, d'octobre à décembre 1903
Vers la colonie de manchots empereur du cap Crozier, en octobre 1902 et septembre-octobre 1903.

L'expédition Discovery, officiellement appelée British National Antarctic Expedition (BrNAE), est la première expédition britannique en Antarctique du XXe siècle. Menée entre 1901 et 1904 par Robert Falcon Scott, sa mission est l'exploration du littoral de la mer de Ross, découverte environ soixante ans plus tôt par James Clark Ross, et la recherche scientifique au long de la côte. Elle tire son nom du navire qui la débarque en Antarctique : le RRS Discovery.
Organisée dans le cadre d'un comité conjoint de la Royal Society et de la Royal Geographical Society, l'expédition, à vocation scientifique, vise à explorer et à étudier un continent qui reste alors en grande partie inconnu. Elle est conduite par des explorateurs qui deviendront les fers de lance de l'âge héroïque de l'exploration en Antarctique : Robert Falcon Scott, Ernest Shackleton, Edward Adrian Wilson, Frank Wild, Thomas Crean, William Lashly.
Son bilan scientifique est riche de découvertes importantes dans le domaine de la géologie, les vallées sèches de McMurdo, dans celui de la zoologie, la colonie de manchots empereur du cap Crozier, mais aussi dans ceux de la biologie, de la météorologie et du magnétisme. Les découvertes et explorations de la Terre du Roi-Édouard-VII et du plateau Antarctique, par l'ouest de la Chaîne Transantarctique, sont tout aussi notables. L'expédition n'a cependant pas sérieusement tenté d'atteindre le pôle Sud, mais elle parvient jusqu'à un « Farthest South », à une latitude de 82°17'S.
L'expédition Discovery occupe une place importante dans l'histoire britannique de l'exploration antarctique. À son retour, elle est célébrée comme un succès, bien qu'elle ait nécessité une coûteuse mission de secours pour ramener du pack le RRS Discovery et son équipage, et bien que la qualité de certains de ses documents scientifiques soit plus tard remise en cause. Par la suite, l'échec de l'expédition est expliquée par l'incapacité à maîtriser les techniques de voyages polaires efficaces, essentiellement l'utilisation des skis et des chiens. Cette carence restera commune aux expéditions britanniques suivantes.

## Contexte

### Précurseurs

L'expédition Erebus et Terror de James Clark Ross posa les bases des explorations britanniques en Antarctique, notamment par la découverte de l'île de Ross.

Entre 1839 et 1843, le capitaine James Clark Ross de la Royal Navy réalise trois voyages vers le continent Antarctique dans le cadre de l'expédition Erebus et Terror. Il découvre et explore un nouveau secteur de l'Antarctique, qui fournira une tête de pont pour de nombreuses autres expéditions britanniques, dont l'expédition Discovery. Ross établit les grandes lignes géographiques de cette région et nomme un nombre important de ses points remarquables : la mer de Ross, la Grande barrière de glace, l'île de Ross, le cap Adare, la Terre Victoria, le détroit de McMurdo, le cap Crozier et les volcans du mont Erebus et du mont Terror.
Il retourne à la barrière de glace plusieurs fois dans l'espoir de l'explorer mais n'est pas en mesure d'y prendre pied, parvenant seulement à un « Farthest South » de 78°10'S en février 1842 dans une baie. Ross pense qu'une terre existe également à l'est de la barrière mais il ne réussit pas à le confirmer.
Après cette série d'expéditions réalisées par Ross, il n'y a pas de voyages enregistrés dans ce secteur de l'Antarctique pendant cinquante ans. En janvier 1895, un baleinier norvégien nommé Antarctica fait un bref passage au cap Adare, la pointe nord de la Terre Victoria, et Alexander von Tunzelmann pose, pour la première fois, le pied sur le continent. Quatre ans plus tard, Carsten Borchgrevink, qui a fait partie du groupe de von Tunzelmann, mène l'expédition Southern Cross. Borchgrevink arrive au cap Adare en février 1899 et y installe un petit abri pour y passer l'hiver 1899. L'été suivant, il navigue plus au sud, au point d'arrivée de Ross sur la barrière de glace. Une équipe de trois traîneaux voyage vers le sud sur la barrière et atteint un nouveau « Farthest South », à 78°50'S.
L'expédition Discovery est planifiée pour reprendre l'œuvre de Ross et restaurer la domination britannique, au cours d'une vague notable d'intérêt international dans les régions de l'Antarctique, à la fin du XIXe siècle. Quatre autres expéditions « étrangères » sont ainsi organisées dans d'autres secteurs de l'Antarctique en même temps que Discovery : l'expédition Gauss, dirigée par l'Allemand Erich von Drygalski, l'expédition Antarctic, dirigée par le Suédois Otto Nordenskjöld, la première expédition Charcot, dirigée par le Français Jean-Baptiste Charcot et l'expédition Scotia, dirigée par l'écossais William Speirs Bruce.

### La Royal Navy, Markham et Scott
Dès le début du XIXe siècle, l'exploration polaire est une activité traditionnelle de la Royal Navy en temps de paix. Cet intérêt diminue après la perte de l'expédition Franklin qui a quitté l'Angleterre en 1845 à la recherche du passage du Nord-Ouest mais n'en est jamais revenu. À la suite de l'échec de l'expédition Arctique britannique au pôle Nord dirigée par George Nares entre 1874 et 1876, l'Amirauté estime que de nouvelles quêtes polaires sont à la fois dangereuses et futiles.

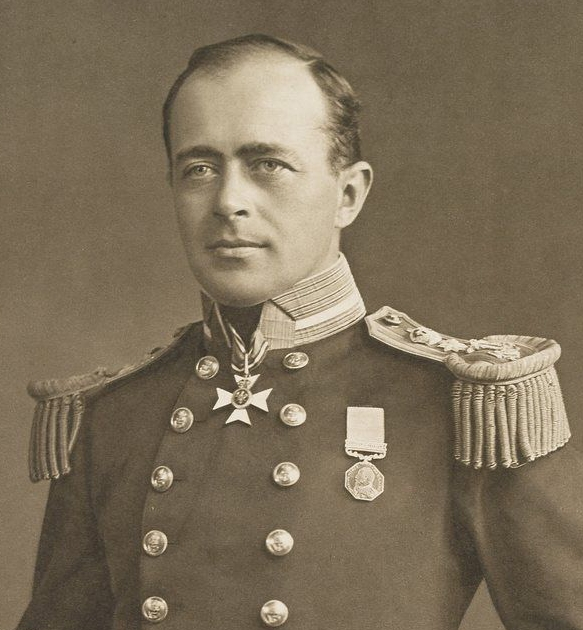
Robert Falcon Scott, chef de l'expédition.

Toutefois, le secrétaire de la Royal Geographical Society — Il en devient plus tard le président. — Clements Markham, ancien marin qui a servi dans une des expéditions de secours à Franklin en 1851, reste un ardent défenseur de la reprise par la marine britannique de son rôle historique. Une occasion se présente en 1893 lorsque le biologiste John Murray, qui a visité l'océan Austral dans les années 1870 avec l'expédition du Challenger, demande une expédition d'envergure en Antarctique pour le bénéfice de la science britannique. Cette initiative est fortement soutenue, à la fois par la Royal Geographical Society par l'intermédiaire de Markham et par le premier organisme scientifique du pays, la Royal Society. Un comité conjoint des deux sociétés est créé pour décider de la forme que l'expédition doit prendre. La vision de Markham d'une véritable entreprise de la Royal Navy dans le style de Ross ou de Franklin s'oppose aux partisans d'une commission mixte, avec un apport important de scientifiques. Cependant sa ténacité est telle que l'expédition est largement façonnée selon sa volonté. Son frère et biographe écrit plus tard que l'expédition a été « la création de son cerveau, le produit de son énergie persistante ».
Markham est accoutumé de suivre les officiers de marine jeunes et prometteurs qu'il estime aptes aux responsabilités quand l'occasion se présente. Il remarque pour la première fois l'aspirant Robert Falcon Scott en 1887, alors qu'il est second sur le HMS Rover à Saint-Christophe-et-Niévès. Treize ans plus tard, Scott, devenu lieutenant assigné aux torpilles sur le HMS Majestic, cherche à renouveler sa carrière. Une rencontre en juin 1899 avec Markham à Londres l'amène à demander la direction de l'expédition. Bien que Scott soit présent depuis longtemps dans l'esprit de Markham, ce n'est pas son premier choix. Il le choisit cependant quand les autres candidats s'avèrent trop âgés ou indisponibles. Markham entérine la nomination de Scott le 25 mai 1900, suivant rapidement sa promotion comme commandant.

### La science ou l'aventure
La responsabilité exacte de Scott doit cependant encore être réglée. Les membres du comité conjoint de la Royal Society pensent qu'il doit se borner à être le capitaine du navire transportant l'expédition en Antarctique. Ils obtiennent la nomination de John Walter Gregory, professeur de géologie à l'Université de Melbourne et ancien assistant géologue au British Museum, comme directeur scientifique ainsi que chef de l'expédition, une fois l'équipe arrivée en Antarctique. Ce n'est pas l'avis de Clements Markham et de la Royal Geographical Society qui pensent que le commandement de Scott sur l'ensemble de l'expédition doit être total et sans ambigüité. Scott insiste lui-même sur ce point jusqu'à proposer sa démission. L'avis de Markham et de Scott l'emporte et Gregory abandonne, précisant que le travail scientifique ne doit pas être « subordonné à l'aventure navale ».
Cette controverse altère les relations entre les sociétés savantes et perdure, même après la fin de l'expédition et la publication de ses résultats scientifiques, bien que Gregory ait lui-même fait l'éloge des réalisations scientifiques de Scott et de ses collègues. L'insistance de Markham pour un commandement de la Royal Navy est une question de tradition et de style plutôt qu'une indication d'un manque de respect pour la science.

## L'équipe

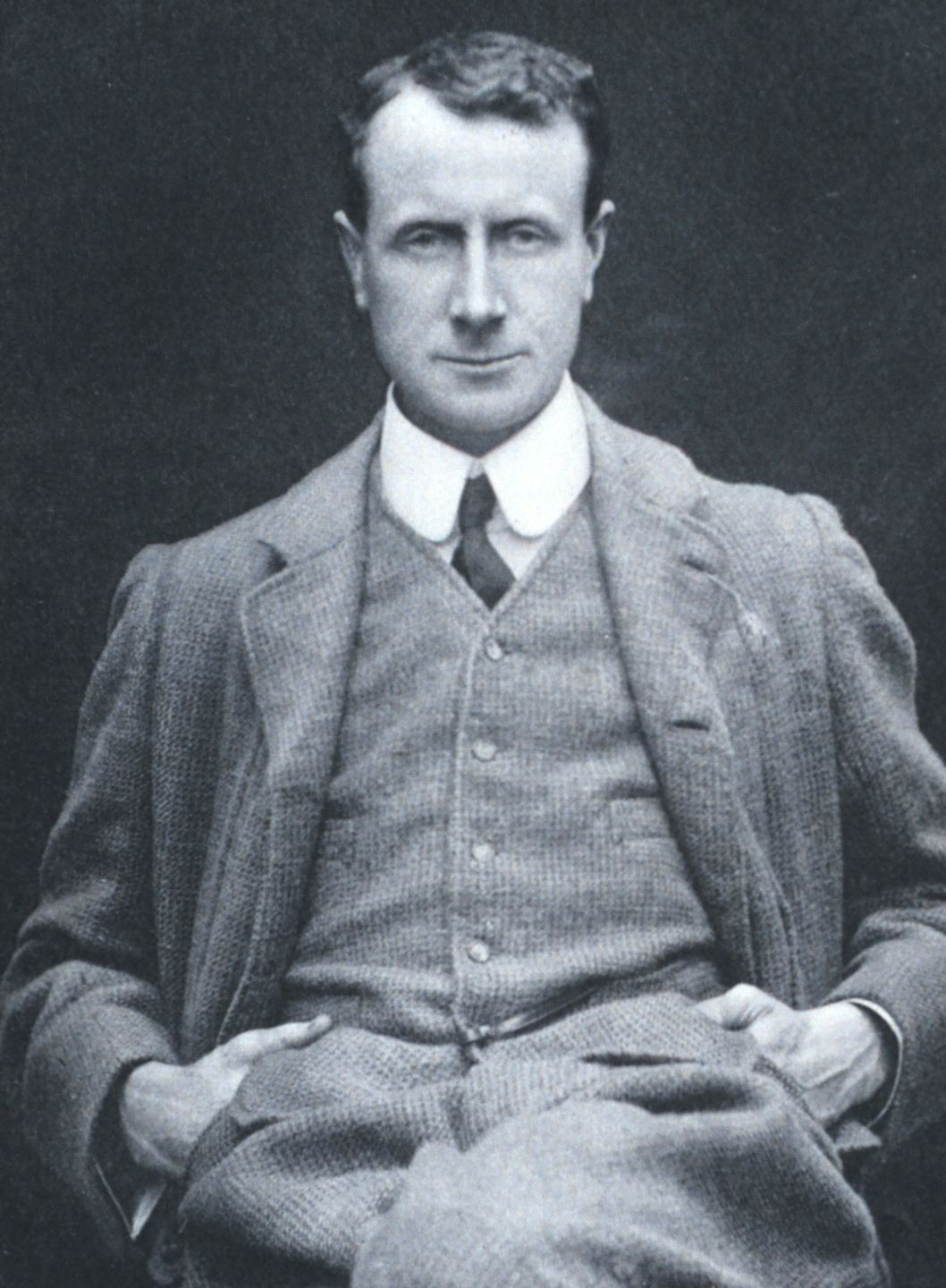
Edward Adrian Wilson, le zoologiste de l'expédition.

Bien que ce ne soit pas un projet formel de la Royal Navy, Scott propose d'organiser l'expédition comme une véritable expédition maritime. L'Amirauté accepte de lui fournir une équipe de trois officiers et de vingt-trois marins de la Royal Navy, le reste de l'équipe devant être recruté dans la marine marchande ou parmi les civils. Deux officiers de la marine marchande signent : Albert Armitage, le commandant en second qui a déjà l'expérience de l'expédition Jackson-Harmsworth (1894-1897) à son actif, et Ernest Shackleton, destiné à conduire plus tard ses propres expéditions et à se classer avec Scott comme une figure emblématique de l'exploration antarctique.
L'équipe scientifique est inexpérimentée. D'abord pressenti, l'écossais William Speirs Bruce refuse pour monter l'expédition Scotia. Le seul scientifique ayant déjà une expérience de l'Antarctique est Louis Bernacchi qui a participé à l'expédition Southern Cross et travaillé avec Carsten Borchgrevink sur le magnétisme et la météorologie. Le géologue Hartley Ferrar, vingt-deux ans, est récemment diplômé de l'Université de Cambridge. Le biologiste marin Thomas Hodgson du musée de Plymouth est lui plus âgé, tout comme l'un des médecins, Reginald Koettlitz, qui est, à quarante ans, le doyen des membres de l'expédition ; comme Armitage, il a participé à l'expédition Jackson-Harmsworth. Le second médecin, le zoologiste Edward Adrian Wilson, en qui Scott a une grande confiance, apporte un calme et une patience qui auraient, selon plusieurs biographes, probablement manqué à Scott.
Scott a la chance qu'il y ait parmi le reste de l'équipage des personnalités marquantes comme Frank Wild, William Lashly, et plus tard Thomas Crean qui se joint à l'expédition après la désertion du marin Harry Baker à Lyttelton. Le maître Edgar Evans et le matelot Thomas Williamson, avec Lashly et Crean, seront par la suite membres de l'expédition suivante de Scott. Un autre débutant de l'Antarctique, qui va plus tard se faire un nom, principalement en association avec Ernest Shackleton lors de ses expéditions suivantes : Nimrod (1907-1909) et Endurance (1914-1917), est Ernest Joyce.

## Organisation et matériel

### Financement
Le coût total de l'expédition est estimé à 90 000 livres sterling de l'époque dont 45 000 £ sont offerts par le gouvernement britannique, à condition que les deux sociétés savantes puissent récolter une somme équivalente. Elles atteignent ce but, en grande partie grâce à un don de 25 000 £ du membre de la Royal Geographical Society (RGS), Sir Llewellyn Longstaff. La RGS elle-même contribue en donnant 8 000 £, sa plus importante contribution à une expédition de l'époque, et 5 000 £ provenant d'Alfred Harmsworth, le futur Lord Northcliffe et ancien sponsor de l'expédition Jackson-Harmsworth (1894-1897) en Arctique. Le reste est complété par de petits dons. Longstaff participe également à l'achat du navire de relève SY Morning pour 5 000 £.
L'expédition bénéficie également d'un parrainage commercial significatif : Colman's fournit de la moutarde et de la farine, Cadbury 1 600 kilogrammes de chocolat, Jaeger une réduction de 40 % sur les vêtements spéciaux. Bird's, Bovril et d'autres entreprises privées apportent aussi d'importantes contributions.

### Navire

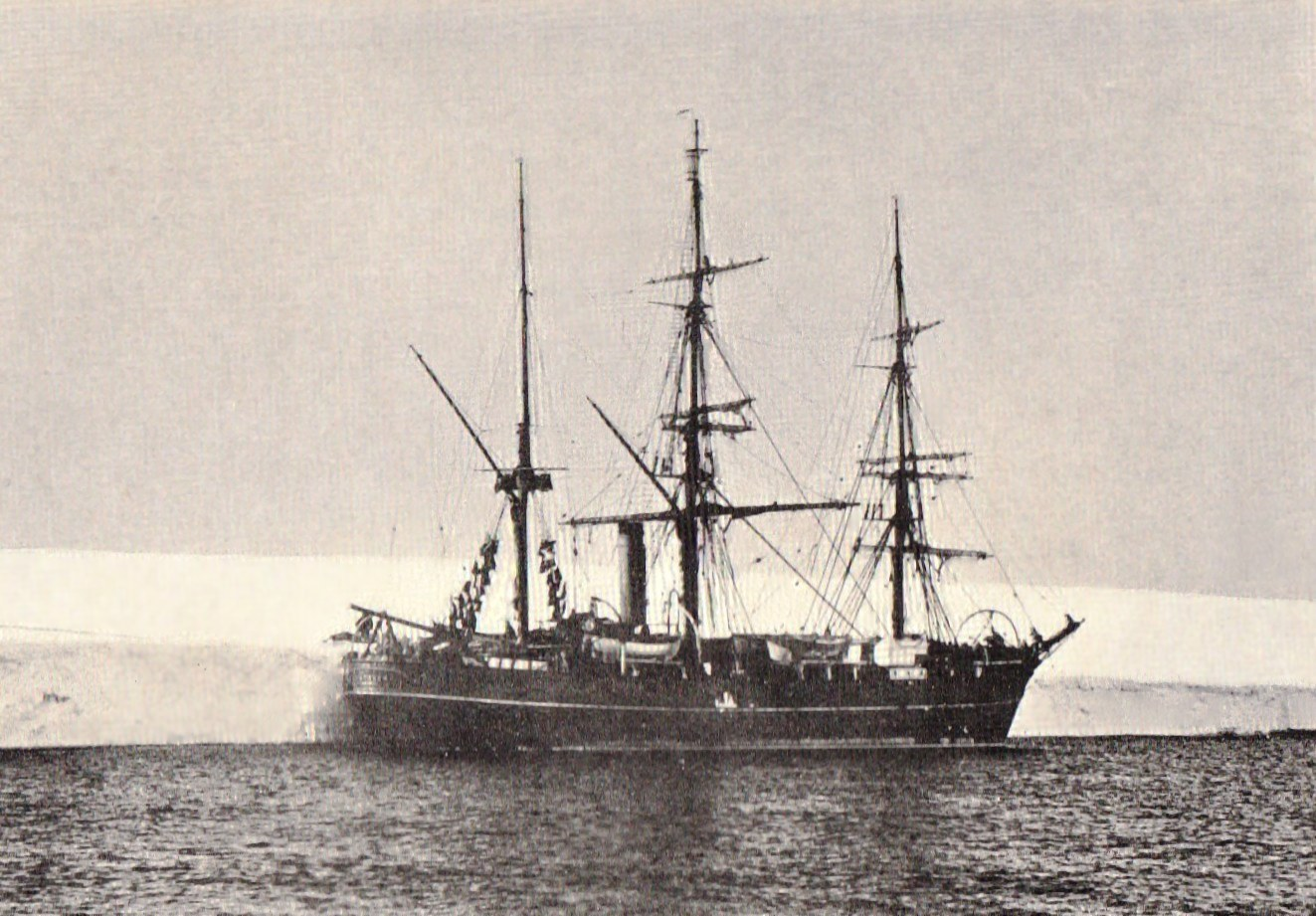
Le RRS Discovery.

Le navire de l'expédition est construit par la Dundee Shipbuilders Company, des chantiers navals de Dundee spécialistes des navires océanographiques conçus pour travailler en eaux antarctiques. C'est l'un des derniers voiliers à trois mâts en bois construit en Grande-Bretagne. Le coût de construction s'élève à 34 050 £ dont plus de 10 322 £ pour les moteurs. Le coût final après toutes les modifications a été de 51 000 £,. Le nom choisi est important historiquement pour la Royal Navy. C'est le nom de l'un des navires utilisés dans l'expédition Arctique britannique de George Nares dont certaines caractéristiques sont reprises dans la conception du nouveau bateau. Il est lancé par la femme de Clements Markham, le 21 mars 1901, en tant que SS Discovery.
Comme ce n'est pas un navire de la Royal Navy, l'Amirauté ne permet pas au Discovery d'arborer le White Ensign. Il navigue dans le cadre d'une loi sur la marine marchande et porte le pavillon de la Royal Geographical Society, le Blue Ensign et le fanion du Royal Harwich Yacht Club.
Le Discovery ne dépasse pas les 7 nœuds, sa lenteur pose quelque problème pour rejoindre la Nouvelle-Zélande.

## Objectifs
L'expédition Discovery, comme celles de James Clark Ross et de Carsten Borchgrevink avant elle, a comme objectif de travailler dans le secteur de la mer de Ross, en Antarctique. D'autres régions du continent sont explorées, le principe retenu est de partir d'une zone connue, quitte à aller dans l'inconnu.
Les principaux objectifs de l'expédition sont résumés dans les instructions du comité à l'attention du commandant dans les termes suivants : « déterminer dans la mesure du possible, la nature, l'état et l'étendue de cette partie des terres polaires sud qui est incluse dans le champ d'application de votre expédition », « faire une enquête sur le magnétisme dans les régions au sud du quarantième parallèle et procéder à des enquêtes et des recherches météorologiques, océanographiques, géologiques, biologiques et physiques ». Les instructions stipulent également qu'« aucun de ces objectifs ne doit être sacrifié à un autre ».
Les instructions relatives à l'objectif géographique sont plus précises : « les points clés géographiques sont […] d'explorer la barrière de glace de Sir James Ross à son extrémité est ; découvrir la terre qui été pressentie par Ross sur le côté est de la barrière, ou s'assurer qu'elle n'existe pas […] Si vous devez décider d'hiverner sur la glace […] vos efforts, en ce qui concerne l'exploration géographique, doivent être concentrés à […] une avancée vers les montagnes de l'ouest, une avancée vers le sud, et l'exploration de la région volcanique ».

## L'expédition

### Première année
Le Discovery quitte les eaux britanniques le 6 août 1901 et arrive en Nouvelle-Zélande via Le Cap le 29 novembre, après un détour au-dessous de la latitude 40°S pour une enquête sur le magnétisme. Après trois semaines consacrées aux derniers préparatifs, le navire est prêt pour le voyage. Le 21 décembre, le navire quitte le port de Lyttelton sous les acclamations de la foule, lorsqu'un accident endeuille le début du voyage. Un jeune matelot, Charles Bonner, meurt en tombant du mat principal où il est monté. Il est enterré à Port Chalmers deux jours plus tard.

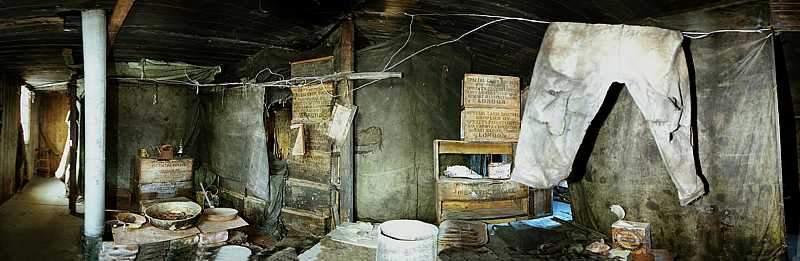
Discovery Hut, l'abri principal de l'expédition.

Le Discovery navigue vers le sud, arrivant au cap Adare le 9 janvier 1902. Après une brève escale, il continue plus au sud le long de la côte de la Terre Victoria jusqu'au détroit de McMurdo et continue vers l'est jusqu'au cap Crozier pour placer une balise destinée aux secours. Le navire suit ensuite la barrière de glace jusqu'à son extrémité orientale où, le 30 janvier, la présence de la terre prévue par James Clark Ross est confirmée. Elle est baptisée Terre du Roi-Édouard-VII.
Le 4 février, Scott pose pied sur la barrière de glace et assemble un ballon d'observation captif qu'il avait acquis pour faire des relevés aériens. Scott monte à bord et s'élève à plus de 180 mètres d'altitude. Shackleton le rejoint pour un second vol. Tous deux observent la barrière de glace qui s'étend sans fin. Edward Adrian Wilson estime que ces vols sont de la « pure folie » et l'expérience n'est pas répétée.
Puis le Discovery part vers l'ouest à la recherche d'un lieu pour installer des quartiers d'hiver. Le 8 février, il entre dans le détroit de McMurdo et jette l'ancre à la limite sud de la baie qui est baptisée « baie des Quartiers d'hiver ». Le travail commence à terre avec la construction des abris de l'expédition sur une péninsule rocheuse, nommée péninsule de Hut Point. Scott décide que l'expédition doit continuer à vivre et à travailler à bord des navires et il permet au Discovery de se laisser piéger dans le pack hivernal, en laissant le principal abri être utilisé comme un cellier et un abri de secours.
La familiarisation de l'équipage du Discovery avec leur nouvel environnement est frustrant. Aucun de ces hommes n'a de compétences en ski et seuls Bernacchi et Armitage ont l'expérience des chiens de traîneaux. Les premiers efforts pour maîtriser ces nouvelles techniques ne sont pas encourageants, ce qui renforce les préjugés de Scott sur les chiens. Les dangers pour des personnes inexpérimentées dans un environnement imprévisible et peu familier sont confirmés lorsque, le 11 mars, une équipe de retour d'un voyage avorté au cap Crozier est coincée sur une pente glacée au cours d'une tempête de neige. Dans leur tentative pour trouver un terrain plus favorable, l'un des membres du groupe, George Vince, se tue en glissant du bord d'une falaise. Son corps ne sera jamais retrouvé et une croix avec une inscription est érigée en sa mémoire près de l'abri sur la péninsule de Hut Point.

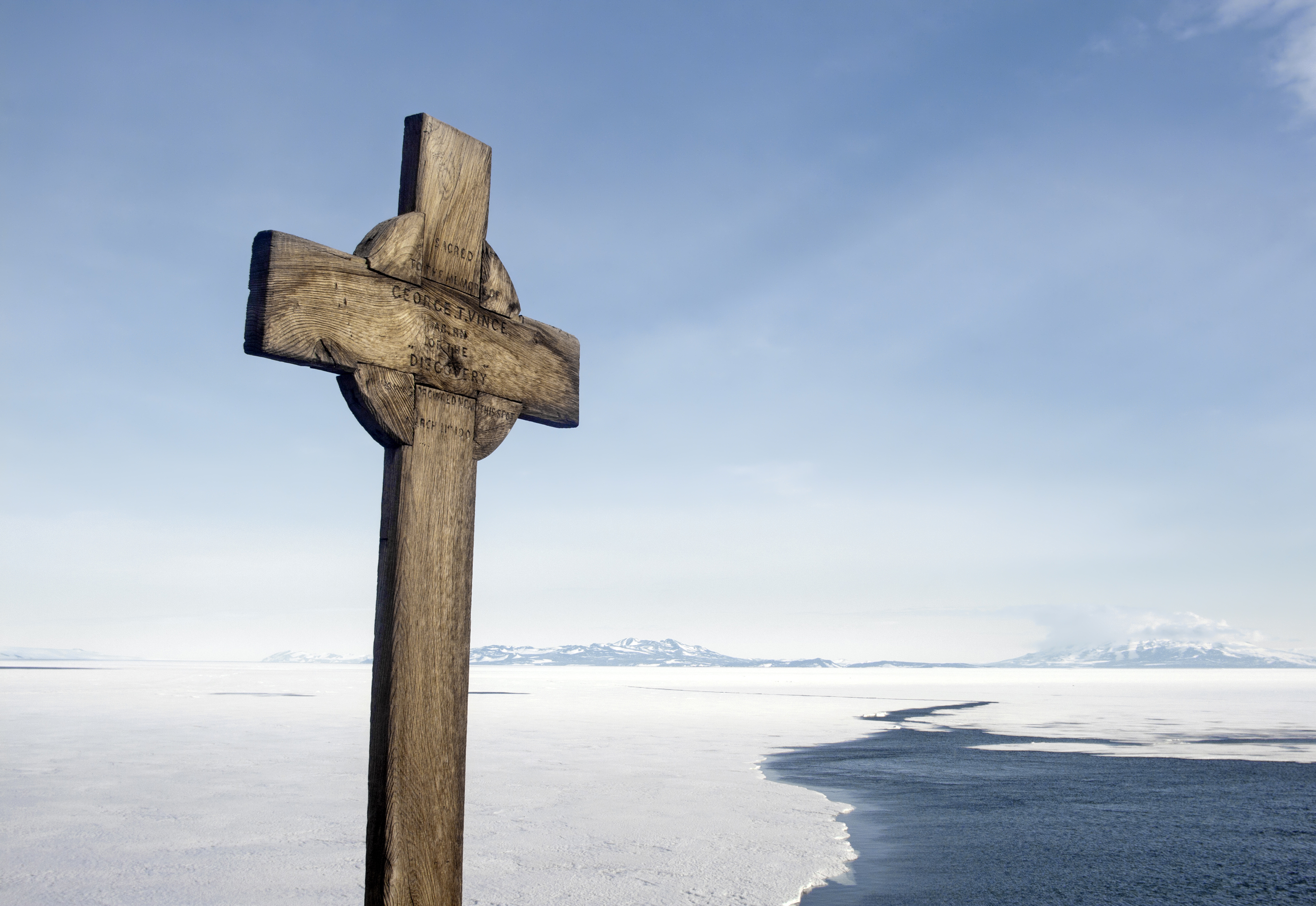
Croix en mémoire de George Vince érigée sur la péninsule de Hut Point.

Pendant les mois de l'hiver austral, entre mai et août, les scientifiques sont occupés dans leurs laboratoires alors que d'autres équipements et dépôts sont préparés pour la prochaine saison de travail. Pour la détente, il y a un théâtre amateur et des activités éducatives sous forme de cours magistraux. Un journal, le South Polar Times, est édité par Shackleton. Dehors, les activités ne cessent pas pour autant avec des matchs de football sur glace et des observations sur le magnétisme et la météorologie dont le calendrier est maintenu.
Alors que l'hiver austral prend fin, les essais de traîneau reprennent afin de tester le matériel et les rations avant un voyage vers le sud que Scott, Shackleton et Wilson doivent entreprendre. Pendant ce temps, une équipe sous le commandement du lieutenant Royds se rend au cap Crozier pour laisser un nouveau message à la balise. Là, ils découvrent une colonie de manchots empereur, tandis qu'une autre équipe, sous le commandement d'Armitage, part observer les montagnes à l'ouest de la base. Cette dernière équipe revient en octobre avec des symptômes du scorbut. Le régime alimentaire de l'expédition est alors rapidement révisé, les conserves de viande sont remplacées par de la viande fraîche et du manchot et le problème prend fin. L'efficacité de cette modification alimentaire n'est pas très sûre car lors du voyage au Sud, elle ne suffit pas à l'évidence à prévenir l'apparition du scorbut.
Scott, Wilson, et Shackleton quittent la base le 2 novembre 1902 avec des chiens et des équipes de support. Leur but est d'aller aussi loin que possible vers le sud en suivant une ligne droite sur la barrière de glace, tenter d'atteindre le pôle, ou trouver une nouvelle terre. Toutefois, leur manque de compétence en tant que musher apparaît vite et la progression est lente. Après le retour à l'abri des équipes de support, le groupe se relaie pour porter leurs charges, ce qui multiplie en fin de compte par trois la distance à faire. Des erreurs sont commises avec les rations alimentaires des chiens et une combinaison de cette mauvaise alimentation couplée avec les difficultés à les guider les affaiblit encore plus. Wilson est contraint de tuer les plus faibles pour fournir de la nourriture aux autres. Les hommes aussi ont du mal, touchés par des cécités dues à la neige, des engelures, la faim et un début probable de scorbut. Ils continuent vers le sud en longeant les montagnes situées à l'ouest de leur position jusqu'à ce que le 30 décembre 1902, sans avoir quitté la barrière de glace, ils atteignent leur « Farthest South » à 82°17'S. Les problèmes se multiplient lors du trajet retour. Les autres chiens sont morts et Shackleton est sévèrement touché par le scorbut. Scott et Wilson luttent, Shackleton incapable de participer à l'effort devant marcher à côté et de temps en temps devant être tiré à bord des traîneaux. L'équipe finit par atteindre le navire le 3 février 1903, après avoir couvert près de 1 540 kilomètres (en comptant les relais) en 93 jours à une décevante moyenne d'un peu plus de seize kilomètres par jour. Toutefois, en dépit des épreuves endurées, ils ont continué à cartographier la chaîne Transantarctique et à identifier et baptiser de nombreux points de repère.

### Arrivée du navire de soutien

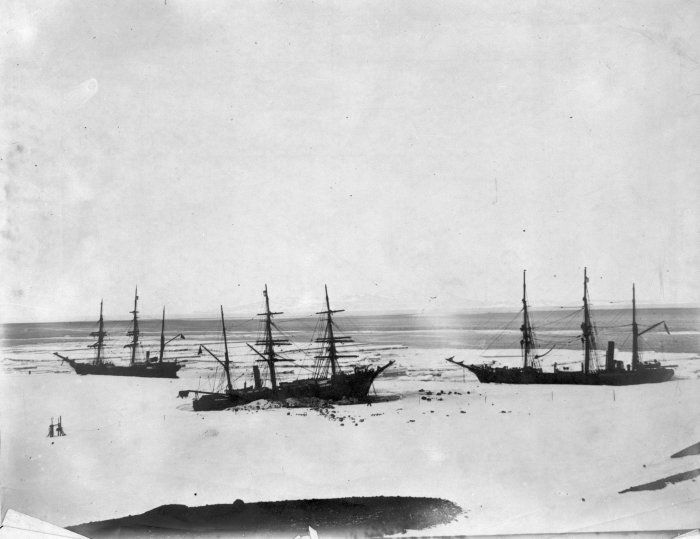
Le RRS Discovery, le SY Morning et le Terra Nova.

Pendant que l'équipe de Scott est partie pour le sud, le navire de relève SY Morning arrive, apportant de la nourriture fraîche et des fournitures. Les organisateurs de l'expédition supposent que le Discovery sera libéré des glaces au début de l'année 1903. Scott étant alors en mesure de procéder à d'autres travaux d'exploration maritime, se déplacera au nord du pack avant l'arrivée de l'hiver et sera de retour en Nouvelle-Zélande en mars ou avril. Il est prévu que le Discovery rentre en Angleterre via l'océan Pacifique, poursuivant son étude sur le magnétisme en cours de route. Le Morning doit fournir toute l'aide dont Scott peut avoir besoin au cours de cette période. Pour cette mission, Markham négocie avec le gouvernement britannique une aide financière supplémentaire de 12 000 £.
Ce plan initial est contrarié car le Discovery reste fermement bloqué par le pack. Clements Markham anticipe le problème, il confie au capitaine du Morning, William Colbeck, une lettre secrète destiné à Scott, l'autorisant à poursuivre l'expédition en Antarctique une année supplémentaire. De toute façon, l'immobilisation du Discovery rend la chose inévitable, au grand dam de l'Amirauté. Le Morning rapatrie une partie de l'équipage. Shackleton convalescent est ramené vers le Nord, contre sa volonté, Scott estimant que l'état de sa santé ne lui permet pas de poursuivre sans risques excessifs. Certains historiens polaires jugent que leur conflit date de cet épisode, d'autres le situent plutôt, lors du voyage vers le sud. Il y a toutefois beaucoup d'éléments prouvant que leur relation reste cordiale durant encore quelques années. Le Morning repart pour la Nouvelle-Zélande le 2 mars 1903 et l'équipe restante se prépare pour un nouvel hivernage.

### Seconde année sur la glace

Le pôle Sud magnétique est encore proche de l'île de Ross à l'époque de l'expédition.

À la fin de l'hiver austral 1903, Scott prépare un second voyage : une ascension des montagnes de l'Ouest et l'exploration de l'intérieur de la Terre Victoria. Armitage est parti en reconnaissance l'année précédente, il a exploré un itinéraire jusqu'à l'altitude de 2 700 mètres avant de rebrousser chemin, mais Scott souhaite aller à l'ouest de ce point, si possible, jusqu'à l'emplacement du pôle Sud magnétique. Après un faux départ dû à un défaut des traîneaux, une équipe comprenant Scott, Lashly et Edgar Evans quitte le Discovery le 26 octobre 1903.
Parcourant un grand glacier qu'ils nomment d'après le géologue Hartley Ferrar, ils atteignent une altitude de 2 100 mètres avant d'être bloqués pendant une semaine par un fort blizzard et n'arrivent au sommet du glacier que le 13 novembre. Ils continuent au-delà d'où est parvenu Armitage et découvrent le plateau Antarctique qu'ils sont les premiers à explorer. Après le retour de tous les échantillons géologiques et des équipes de support, Scott, Evans et Lashly continuent vers l'ouest à travers le plateau pour huit autres jours, atteignant leur point le plus loin à l'Ouest le 30 novembre, juste à l'ouest de 148°E et à environ 110 kilomètres au sud-ouest de l'emplacement calculé du pôle Sud magnétique. Ils ont perdu leurs tables de navigation dans un coup de vent au cours de l'ascension du glacier. Ils ne connaissent pas exactement leur position et n'ont pas de repères qui leur permettent de fixer précisément un cap. Le voyage de retour de 240 kilomètres jusqu'au glacier Ferrar est extrêmement périlleux, pourtant ils atteignent le sommet et pendant la descente, font un court détour pour découvrir un phénomène rare en Antarctique : une vallée sèche libre de toute neige. Scott et Evans évitent une chute potentiellement mortelle dans une crevasse avant de revenir au Discovery le 24 décembre. Leur avancée quotidienne moyenne sur ce voyage exclusivement en manhauling est nettement meilleure que celle obtenue avec des chiens sur la saison précédente.
Plusieurs autres voyages sont effectués en l'absence de Scott. Royds et Bernacchi voyagent pendant 31 jours sur la barrière de glace en direction du sud-est, observent son caractère uniformément plat et font d'autres observations sur le magnétisme. Une autre équipe explore le glacier Koettlitz au sud-ouest et Wilson se rend au cap Crozier pour observer la colonie de manchots empereur de plus près.

### Seconde arrivée du navire de soutien
Scott espère, à son retour, trouver le Discovery libéré du pack mais il est encore bloqué. Les travaux pour le libérer commencent avec des scies à glace mais après douze jours de travail, seules deux minces coupes parallèles de 140 mètres sont ouvertes. Le navire est encore à 32 kilomètres de l'eau libre, le travail est interrompu.
Le 5 janvier 1904, le SY Morning revient avec un second navire, le Terra Nova, et avec des instructions fermes de l'Amirauté : si le Discovery ne peut pas être libéré, il doit être abandonné et son chargement rapporté au Royaume-Uni sur les deux navires de secours. Le Trésor couvre les frais de cette seconde expédition de soutien et de secours. La subordination que cela implique pour Clements Markham ne lui permet pas de faire l'économie de cet ultimatum. Le délai convenu entre les trois capitaines est fixé au 25 février et c'est une course contre-la-montre qui commence pour que les navires de secours accèdent au Discovery, toujours retenu près de la péninsule de Hut Point. Par précaution, Scott commence le transfert de ses spécimens biologiques sur un autre navire. Des explosifs sont utilisés pour briser la glace et les équipes de sciage reprennent le travail. Néanmoins, bien que les navires de secours se rapprochent à la fin de janvier, le Discovery reste bloqué à environ trois kilomètres de ses « sauveurs ». Le 10 février, Scott accepte l'abandon du navire mais le 14 février, la glace se rompt soudainement. Le Morning et le Terra Nova sont alors en mesure de progresser. Une dernière charge explosive enlève le reste de la glace le 16 février et le lendemain, après une dernière frayeur quand le navire s'échoue temporairement sur un haut-fond, le Discovery entame son voyage retour vers la Nouvelle-Zélande.

## Bilan
À son retour au Royaume-Uni, l'expédition est bien accueillie. Scott est promu capitaine dans la Royal Navy. Il est invité au château de Balmoral pour rencontrer le Roi qui le nomme commandant de l'Ordre royal de Victoria. Il reçoit également de nombreuses médailles et des prix en provenance de l'étranger, y compris la Légion d'honneur. D'autres promotions sont également attribuées à certains officiers et membres d'équipage. Scott publie son journal, The Voyage of the Discovery, qui sera bien vendu et il devient une sorte de célébrité avant de reprendre sa carrière navale, d'abord comme assistant du Director of Naval Intelligence puis, en août 1906, comme Flag captain du rear admiral George Egerton sur le HMS Victorious.

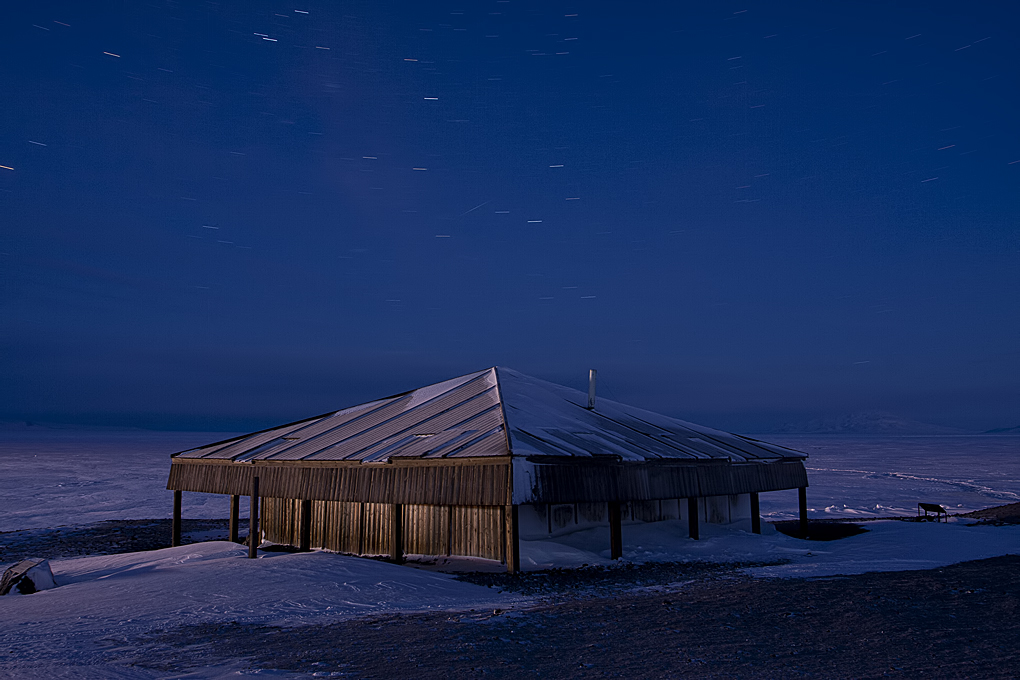
Abri de l'expédition Discovery.

Les principales découvertes géographiques de l'expédition sont la Terre du Roi-Édouard-VII, l'ascension des montagnes à l'ouest de la chaîne Transantarctique et la découverte du plateau Antarctique, le premier voyage en traîneau sur ce plateau et le « point le plus à l'Ouest (Farthest West » au-delà de 148°E et enfin le « Farthest South » à 82°17'S. La typologie de l'île de Ross est trouvée, la chaîne Transantarctique est cartographiée jusqu'à 83°S et les positions et les hauteurs de plus de 200 montagnes sont calculées. Beaucoup d'autres dispositifs et sites sont également identifiés et nommés et une vaste sonde côtière est effectuée.
En plus de la masse importante de données météorologiques et d'observations magnétiques qui prendra des années à être étudiée, il y a plusieurs découvertes scientifiques d'importance. Notamment les vallées sèches de McMurdo libres de glace et de neige, la colonie de manchots empereur du cap Crozier, les preuves scientifiques que la barrière flottante est une plate-forme de glace et une feuille fossilisée découverte par Ferrar, qui contribue à établir la relation entre l'Antarctique et le Gondwana. Des milliers de données géologiques et des spécimens biologiques sont recueillis et de nouvelles espèces marines sont identifiées. L'emplacement du pôle Sud magnétique est calculé avec une précision raisonnable. Une approbation des résultats scientifiques par le chef hydrographe de la marine — et ancien adversaire de Scott — William Wharton est à noter. Cependant, lorsque les données météorologiques sont publiées, leur exactitude est contestée au sein du milieu scientifique, y compris par le président de la Physical Society of London, le docteur Charles Chree. Scott défendra le travail de son équipe tout en reconnaissant que les documents sur le secteur de Royds ont été dans ce domaine « terriblement négligés ».

## Conséquences
L'enthousiasme de certains membres de l'expédition a de considérables conséquences pour l'avenir de l'exploration en Antarctique. Scott lui-même nourrit les plus grandes ambitions et trois de ses officiers, à savoir Albert Armitage, Michael Barne et Ernest Shackleton, souhaitent organiser leurs propres expéditions. Parmi les membres de l'équipage, Frank Wild et Ernest Joyce sont repartis plusieurs fois en Antarctique dans diverses expéditions. Wild y est notamment retourné cinq fois, un record dans l'âge héroïque de l'exploration en Antarctique.
Le grand public voit l'aventure comme un succès national, en partie en raison des encouragements ardents de personnalités comme Clements Markham. Scott, particulièrement, est perçu comme un héros. Cette euphorie, n'est toutefois guère propice à une analyse objective ni à une juste évaluation des forces et des faiblesses de l'expédition. Par conséquent, une caractéristique déjà bien établie, comme le recours à l'improvisation tend à devenir la norme dans les expéditions britanniques suivantes, au détriment du professionnalisme. La mise en avant par Scott du manhauling des charges comme pratique intrinsèquement plus noble que les autres techniques de voyage sur glace aboutit à une « méfiance générale » vis-à-vis des autres méthodes comme le ski ou l'utilisation de chiens et à la mise sur la touche de voyageurs des glaces chevronnés tels que Fridtjof Nansen que Scott avait d'ailleurs consulté avant son départ mais dont les conseils pourtant sollicités restent souvent négligés.

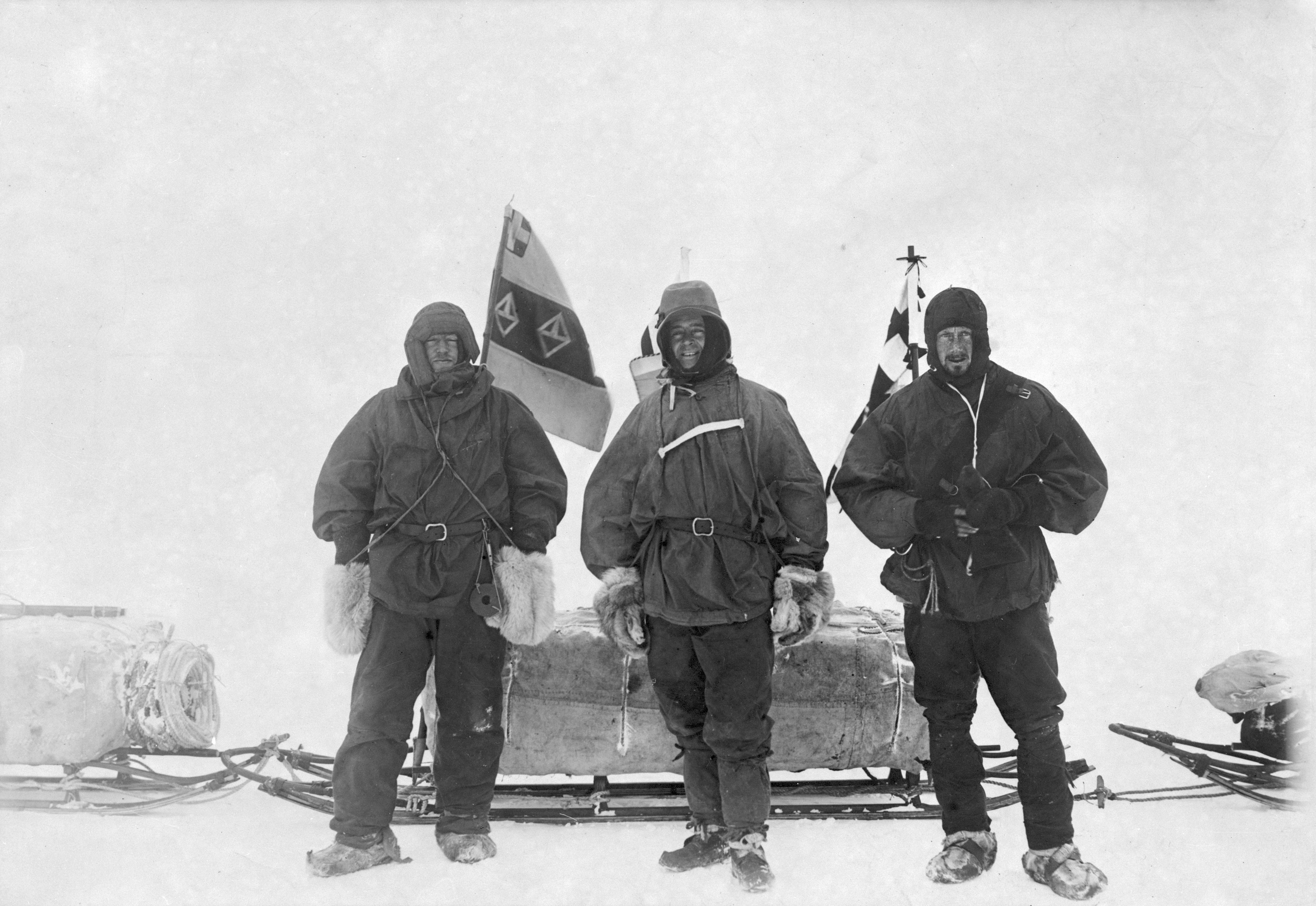
Ernest Shackleton, Robert Falcon Scott et Edward Adrian Wilson.

Scott appliquera certaines des leçons apprises lors de l'expédition à son projet suivant, l'expédition Terra Nova. Il prendra une équipe scientifique plus nombreuse et expérimentée, il évitera que son navire ne soit emprisonné par le pack et il engagera un expert en ski pour améliorer les capacités de son équipe dans cet exercice. Toutefois, il reproduira aussi simplement le caractère général de la première expédition, sa taille, ses multiples objectifs et la tutelle navale. Bien que Scott donne comme but principal à l'expédition Terra Nova celui de la conquête polaire, il n'envisage apparemment pas qu'une autre forme d'organisation soit plus appropriée à ce projet. Par-dessus tout, il conserve son ambivalence en ce qui concerne l'utilisation des chiens de traîneaux, au moins jusqu'à ce qu'il soit trop tard pour influer sur les résultats de l'expédition. L'expédition Nimrod de Shackleton (1907-1909), plus petite, moins formelle et avec des objectifs plus concentrés, dépasse facilement les efforts de l'expédition Discovery dans l'exploration polaire, atteignant presque le pôle Sud. Toutefois, le système de transport de Shackleton ne se base pas sur des chiens mais sur des poneys de Sibérie, et ne permet pas à Scott de modifier son opinion sur les chiens, bien au contraire.
Le fait de ne pas avoir su éviter les cas de scorbut, qui se reproduiront dans les expéditions suivantes, est le résultat de l'ignorance médicale des causes de la maladie plutôt qu'une faute de l'expédition. À cette époque, il est évident que les viandes fraîches participent à un régime alimentaire qui peut constituer un remède mais pas que leur absence en soit la cause. Par exemple, de la viande de phoque fraîche est emmenée lors du voyage vers le Sud « au cas où nous nous trouvions nous-mêmes attaqués par le scorbut », une formulation qui laisse à penser que la viande est un traitement du problème plutôt qu'un moyen de prévention. Il n'a pas été noté la quantité de viande de phoque qui a été prise mais le scorbut se déclare certainement sur le trajet. Lors de son expédition Nimrod, Shackleton évite la maladie grâce à une offre alimentaire diététique, comprenant de la viande de manchot et de phoque. Toutefois, le lieutenant Edward Evans manque de mourir au cours de l'expédition Terra Nova et le scorbut est particulièrement dévastateur pour l'équipe de la mer de Ross entre 1915 et 1916. Le scorbut restera un danger jusqu'à ce que ses causes aient été définitivement établies, quelque 25 ans après l'expédition Discovery.

## Bibliographie

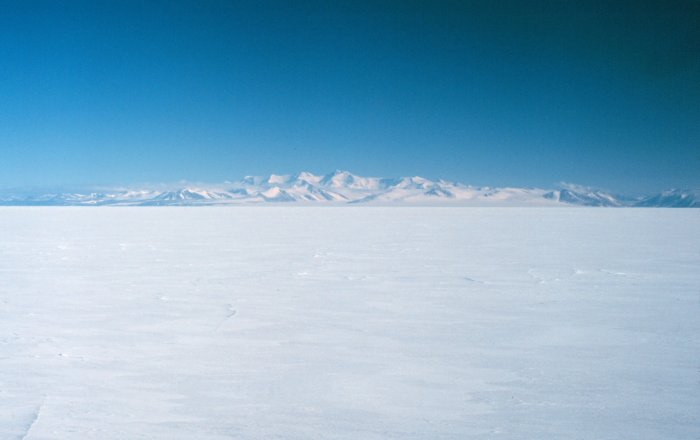
La barrière de Ross devant le chaînon de la Royal Society en 1999.